# Guy Ier de Noyers
Guy Ier de Noyers, issu de la maison de Noyers, est un prélat français de la fin du XIIe siècle.

## Biographie

Blason de la Maison de Noyers (d'azur à un aigle éployé d'or).

### Origines
Né vers 1120 probablement au château de Noyers, Guy de Noyers est le fils de Miles III de Noyers, seigneur de Noyers, et d'Agnès, peut-être issue de la famille de Sens.
Son frère Miles IV succédera à leur père à la tête de la seigneurie de Noyers et un de ses neveux, Hugues de Noyers, deviendra évêque d'Auxerre.

### Carrière ecclésiastique

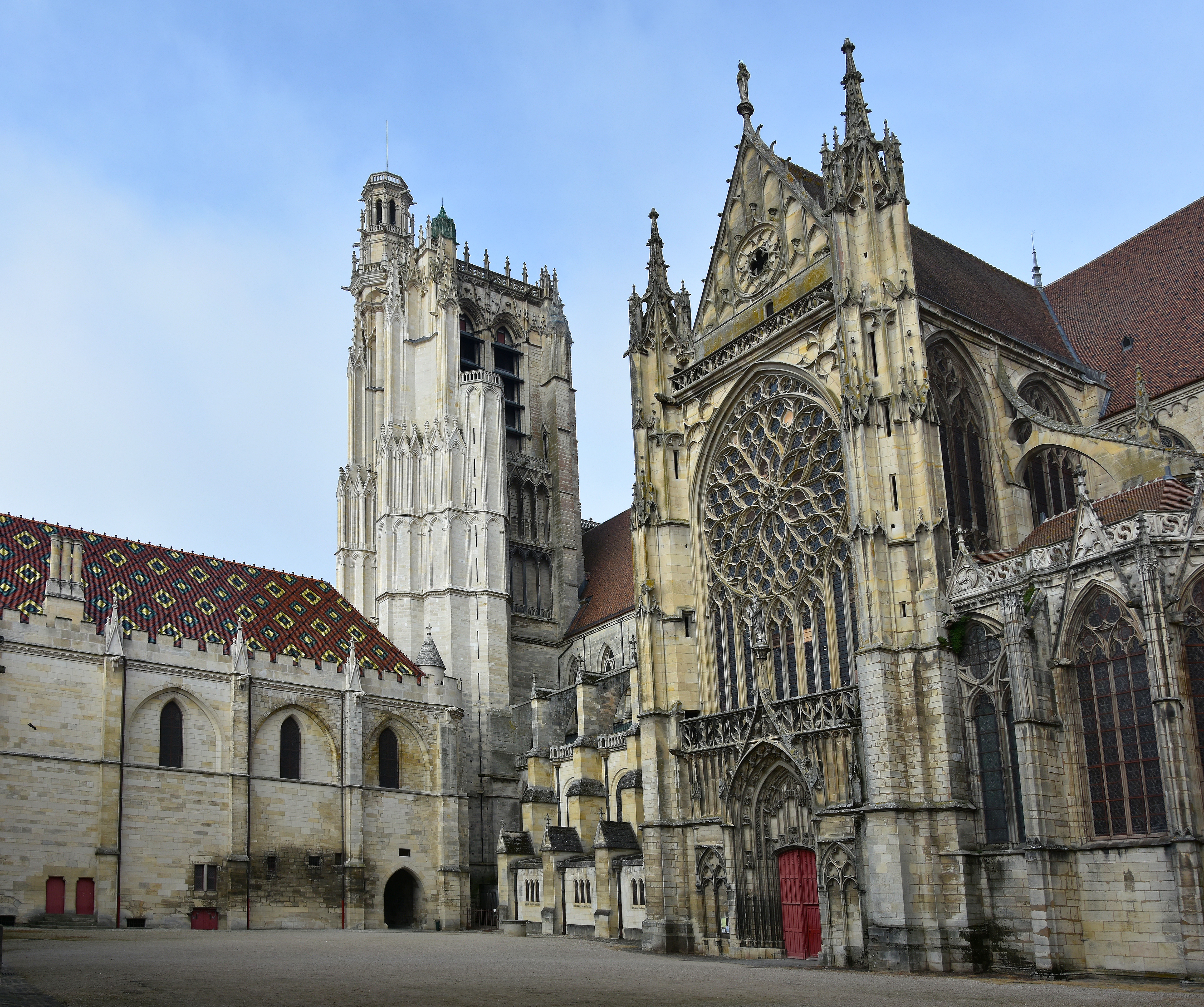
Cathédrale Saint-Étienne de Sens.

Il fait ses études à Auxerre avant de devenir prévôt d'Anvers puis d'Auxerre en 1161 et enfin archidiacre à Sens en 1166. En 1176 il est nommé archevêque de Sens par le pape Alexandre III, succédant à Guillaume aux Blanches Mains nommé archevêque de Reims, et est sacré par Maurice de Sully, évêque de Paris.
En 1179, il assiste au troisième concile du Latran puis au sacre de Philippe-Auguste à Reims. En 1180, il couronne la reine Isabelle de Hainaut à Saint-Denis ainsi que le roi Philippe-Auguste qui souhaitait une seconde consécration au grand dam de son prédécesseur Guillaume aux Blanches Mains qui l'accuse d'usurpation. Mais en 1182, il a une querelle avec le roi qui expulse les juifs de France et qui fait preuve de zèle sur son diocèse. Il en vient aux censures contre le roi qui l'exile en représailles avant de le rappeler peu après.
En 1183, il sacre son neveu Hugues de Noyers évêque d'Auxerre.
Le 23 juin 1183, la ville de Sens subit un grand incendie qui ravage de nombreux édifices dont la cathédrale Saint-Étienne.
Il meurt le 21 décembre 1193 ou le 12 janvier 1194 selon les sources et est inhumé derrière le maître-autel de la cathédrale Saint-Étienne.

### Blason
Ses armes étaient d'azur à l'aigle d'or avec comme légende Aquila, de plano in altum, soit en français L'aigle s'élève dans les régions du ciel.

## Source
- Ernest Petit, Histoire des ducs de Bourgogne de la race capétienne, 1889.
- Ernest Petit, Les sires de Noyers, 1874.